# 関西ジャズ協会
関西ジャズ協会（かんさいジャズきょうかい）は、関西におけるジャズ音楽振興のために設立された特定非営利活動法人である。 

## 概要
関西で活躍するジャズミュージシャンが主体となり2000年に任意団体として発足し、2006年に特定非営利活動法人となる
。 
サンケイホール(大阪市梅田)で開催される「"THE JAZZ"」や大阪府南部6市の会館で行われる「南河内ジャズフェスティバル」など、関西におけるジャズコンサート・ライブ公演やジャズスクール事業、CDの企画制作など行っている。